# 4218 Демоттоні
4218 Демоттоні (4218 Demottoni) — астероїд головного поясу, відкритий 16 січня 1988 року.
Тіссеранів параметр щодо Юпітера — 3,611.